# Edmond Carton de Wiart
Edmond Constant Marie Ghislain Carton de Wiart (Brussel, 4 januari 1876 - Sint-Lambrechts-Woluwe, 3 december 1959) was een Belgisch advocaat, hoogleraar, ambtenaar en kabinetschef van koning Leopold II.

## Biografie

### Familie
Edmond Carton de Wiart was een telg uit de familie Carton de Wiart. Hij was een zoon van advocaat Constant Carton de Wiart (1825-1895) en Marie Cammaerts (1844-1925). Hij was een jongere broer van luitenant-kolonel René Carton de Wiart (1867-1906) en premier Henri Carton de Wiart (1869-1951). Samen met zijn twee broers werd hij in 1904 in de Belgische erfelijke adel opgenomen. Hij ontving de titel ridder in 1911, baron in 1922 en graaf in 1954. De twee eerste titels waren overdraagbaar bij mannelijke eerstgeboorte. Zijn grafelijke titel werd weliswaar overdraagbaar gemaakt op al zijn afstammelingen, maar aangezien bleek dat hij slechts een enige dochter had, kreeg zij, Renée Carton de Wiart (1918-2013), de titel gravin, met overdraagbaarheid op haar dochters uit haar huwelijk met markies Marc de la Boëssière-Thiennes (1911-1962), zoon van markies Antoine de la Boëssiere-Thiennes, infanterieluitenant, en kleinzoon van Gaëtan de la Boëssière-Thiennes.
Hij trouwde op 3 september 1910 in Brussel met Louise de Moreau de Bioul (1883-1970), eredame was van koningin Elisabeth en bestuurder van de Muziekkapel Koningin Elisabeth, dochter van baron Alphonse de Moreau, advocaat, burgemeester van Wierde, provincieraadslid van Namen, volksvertegenwoordiger, minister en directeur van de Nationale Bank van België. Ze kregen een enige dochter, Renée-Victoire Carton de Wiart (1918-2013), de laatste burgemeester van Lombise, sinds 1977 onderdeel van de gemeente Lens. Ze was achtereenvolgens getrouwd met markies Marc de la Boëssière-Thiennes (1911-1966) en baron Thierry de la Kethulle de Ryhove (1907-1998).
Hij was een schoonbroer van burggraaf André Simonis, industrieel, provincieraadslid van Luik en senator.

### Loopbaan
Carton de Wiart promoveerde in 1898 tot doctor in de rechten en politieke wetenschappen aan de Katholieke Universiteit Leuven. Hij was een van de 'uitvinders' van de studentenpet of 'calotte' die de studenten aan deze universiteit droegen. Als eerste in een interuniversitaire wedstrijd werd hem de mogelijkheid geboden verder te studeren aan de universiteiten van Rome, Parijs, Oxford en Berlijn. Daarna vestigde hij zich als advocaat en werd ook buitengewoon hoogleraar aan de Leuvense universiteit, gelast met de cursus openbare financies.
Hij werd secretaris van August Beernaert, voorzitter van de Kamer van volksvertegenwoordigers, en werd na het overlijden van Paul de Borchgrave d'Altena in 1901 kabinetschef van koning Leopold II. Tijdens diens laatste levensjaren was hij zijn rechterhand in de onderhandelingen voor de overname van Congo door de Belgische Staat en voor het stemmen van de nodige wetten voor de verdediging van het neutrale België. Hij werkte actief mee in het weerleggen van de kritieken op het koloniaal beleid van de koning. Hij speelde ook een belangrijke rol in het tot stand komen van de Koninklijke Schenking, waarmee de koning zijn persoonlijke vastgoedeigendommen aan de Belgische Staat overmaakte.
Vervolgens werd hij:
- gedurende 46 jaar voorzitter van de Koninklijke Commissie voor Monumenten en Landschappen,
- lid van de algemene raad van de Katholieke Universiteit Leuven,
- directeur bij de Generale Maatschappij van België.

Tijdens de Eerste Wereldoorlog was Carton de Wiart eerst vrijwilliger bij de karabiniers, waarna hij naar Le Havre bij de Belgische regering werd geroepen en tot regeringsvertegenwoordiger werd benoemd bij de Commission for Relief in Belgium, gesticht door Herbert Hoover. Na de oorlog werd hij door de regering benoemd als expert in de Belgische delegatie bij de Vredesconferentie in Parijs.
Hij onderhield contacten met de koningen Albert I en Leopold III. Het toeval dat hij een tweede verblijf had in Marche-les-Dames maakte dat hij tot de eersten behoorde die op 17 februari 1934 op zoek gingen naar de verdwenen koning Albert en dat hij het stoffelijk overschot naar Brussel begeleidde.
Na 1945 spande Carton de Wiart zich zeer in voor de terugkeer van Leopold III en voor het organiseren van een volksraadpleging. Op gevorderde leeftijd was hij van 1951 tot 1954 Grootmaarschalk van het Hof, in dienst van de jonge koning Boudewijn.

## Document
- Liber Memorialis. Edmond & Louise Carton de Wiart 1910 - (1952). Autograaf manuscript op papier. Jaarlijkse levensberichten door Edmond Carton de Wiart opgetekend. (Het handschrift werd te koop aangeboden door het antiquariaat Wim De Goeij, met een vraagprijs van 2.400 euro.)

## Publicaties
- Les Grandes compagnies coloniales anglaises du XIXe siècle, Perrin, Parijs, 1899.
- Léopold II, souvenirs des dernières années,1901-1909, Goemaere, Brussel, 1944.